# La Femme en cage
Pour plus de détails, voir Fiche technique et Distribution.
La Femme en cage (titre original : Hitting a New High) est un film américain réalisé par Raoul Walsh, sorti en 1937.

## Synopsis
Alors que Lucius B. Blynn, un mécène pour l'opéra, ne quitte Paris que pour aller chasser en Afrique avec son attaché de presse Corny Davis, ce dernier entend Suzette, une impressionnante soprano, chanter avec un orchestre dirigé par son petit ami Jimmy James. Corny propose à Suzette d'auditionner pour Blynn en Afrique, et Suzette, qui a envie d'abandonner le jazz pour l'opéra, accepte. Alors qu'ils chassent dans la jungle, Corny conduit Blynn à la découverte de Suzette, renommée pour l'occasion « Oogahunga », la « femme-oiseau ». Habillée d'un costume fait de plumes, Suzette enchante Blynn, et elle est amenée à New York, où elle prend des cours de chant. Pendant ce temps, Jimmy, qui n'est pas au courant de la double vie de Suzette, se prépare à ouvrir un nouveau club, « Chez Suzette », dont Suzette sera la vedette. Lorsque Suzette, en tant que « femme-oiseau », fait ses débuts à la radio, Jimmy reconnaît sa voix. Sous la menace de la dénoncer à Blynn, il obtient d'elle qu'elle chante dans son club le soir. 
Elle sera finalement démasquée mais choisira d'épouser Jimmy et de chanter du jazz.

## Fiche technique
- Titre original : Hitting a New High
- Titre français : La Femme en cage
- Réalisation : Raoul Walsh
- Scénario : Gertrude Purcell, John Twist, d'après une histoire de Robert Harari et Maxwell Shane
- Direction artistique : Van Nest Polglase
- Décors : Darrell Silvera
- Costumes : Edward Stevenson
- Photographie : J. Roy Hunt
- Son : Hugh McDowell Jr., John Aalberg
- Montage : Desmond Marquette
- Musique : Nathaniel Shilkret
- Direction musicale : Andre Kostelanetz
- Production : Jesse L. Lasky
- Production déléguée : Samuel J. Briskin
- Société de production : Jesse L. Lasky Productions, RKO Radio Pictures
- Société de distribution : RKO Radio Pictures
- Pays de production :  États-Unis
- Langue originale : anglais
- Format : noir et blanc — 35 mm — 1,37:1 — son (RCA Victor System)
- Genre : Comédie musicale
- Durée : 85 minutes
- Dates de sortie : 
  - États-Unis : 24 décembre 1937
  - France : 6 avril 1938

## Distribution
- Lily Pons : Suzette
- Jack Oakie : Corny Davis
- John Howard : Jimmy James
- Eric Blore : Cedric Cosmo
- Edward Everett Horton : Lucius B. Blynn
- Eduardo Ciannelli : Andreas Mazzini
- Luis Alberni : Luis Marlo
- Jack Arnold : Carter Haig
- Leonard Carey : Jevons

## Bande originale
- Il dolce suono, extrait de l'opéra Lucia di Lammermoor, musique de Gaetano Donizetti, livret de Salvatore Cammarano
- Je suis Titania, extrait de l'opéra Mignon, musique d'Ambroise Thomas, livret de Jules Barbier et Michel Carré
- Chanson du rossignol, extrait de Parysatis, musique et livret de Camille Saint-Saëns
- I Hit a New High, This Never Happened Before et Let's Give Love Another Chance : musique de James McHugh, lyrics de Harold Adamson

## Distinctions
- Oscars 1938 : nomination de John Aalberg pour l'Oscar du meilleur mixage de son